# Коноваленко, Виктор Сергеевич
Ви́ктор Серге́евич Конова́ленко (11 марта 1938, Горький — 20 февраля 1996, Нижний Новгород) — советский хоккеист, заслуженный мастер спорта СССР (1963), вратарь сборной СССР и горьковского «Торпедо» (1956—1972), двукратный олимпийский чемпион, многократный чемпион мира и Европы. Хоккейное прозвище — «русский медведь».

## Биография
В 14 лет, чтобы помочь семье, пошёл работать на Горьковский автомобильный завод. В это время он уже играл нападающим в футбол и хоккей в детской горьковской команде «Торпедо». Благодаря игре в нападении в хоккее, приобрёл хорошее катание, которое в будущем сильно помогло ему в карьере вратаря — Коноваленко молниеносно перемещался в воротах.
С 1956 года выступал вратарём за ХК «Торпедо» Горький. В чемпионатах СССР провёл 450 матчей. В 1961 году стал серебряным призёром чемпионата СССР по хоккею.
С 1961 года — в составе сборной команды СССР. В 1961 году стал серебряным призёром чемпионата Европы, и бронзовым — чемпионата мира по хоккею.
В 1969 году Коноваленко был отлучён от сборной за неосторожные высказывания о её проблемах, но в 1970 году, благодаря поддержке своих партнёров по сборной, снова был привлечен в неё и в очередной раз стал чемпионом мира.
В сборной играл под № 1. В 1970 году был признан лучшим хоккеистом СССР. Прощальный матч сыграл в 1973 году. 
После завершения спортивной карьеры перешёл на тренерскую работу, занимался с юными хоккеистами и был тренером вратарей.
Окончил ГДОИФК (1969).
Последние годы жизни Виктор Коноваленко работал тренером Автозаводского дворца спорта «Торпедо». К концу жизни у Коноваленко испортилось зрение, развилась болезнь ног (деформирующий артроз), однако он продолжал работать. Скончался на рабочем месте во время планёрки 20 февраля 1996 года, похоронен в Нижнем Новгороде на Старом Автозаводском кладбище, в простонародье называемом «Молочка».

## Достижения
- Олимпийский чемпион (2) — 1964, 1968
- Чемпион мира (8) — 1963—1968, 1970, 1971
- Бронзовый призёр ЧМ — 1961
  - На ЧМ и ЗОИ провёл 54 матча
- Серебряный призёр чемпионата СССР — 1961
- Обладатель Кубка РСФСР — 1956
- Победитель турнира на приз газеты «Советский спорт»  — 1960

## Награды
- орден Трудового Красного Знамени (30.03.1965)
- орден «Знак Почёта» (24.07.1968)
- Почётный гражданин Нижегородской области (2012)

## Память
- Именем Коноваленко назван Автозаводский дворец спорта в Нижнем Новгороде, где также установлен его бюст и увековечен его игровой свитер с № 20.
- В 2007 году введён в Зал славы ИИХФ[4].
- В Нижнем Новгороде на доме № 12 по проспекту Октября, где он жил свои последние годы, установлена мемориальная доска.
- Именем Коноваленко назван бульвар в Автозаводском районе Нижнего Новгорода. Он расположен в микрорайоне Соцгород-1 от сквера имени Коноваленко до проспекта Кирова.
- В Автозаводском районе Нижнего Новгорода именем Коноваленко назван сквер[5]. Он пролегает посреди проспекта Ильича на участке от улицы Красных Партизан до улицы Ватутина. Там же установлен декоративный камень, на котором высечена надпись: «Сквер имени Виктора Сергеевича Коноваленко».
- С 1997 по 2017 г.г. в г.Перевоз,Нижегородская обл.,проводился Всероссийский турнир "Клуба "Золотая Шайба",юных хоккеистов, памяти В.С.Коноваленко.

## Факты
- Был единственным игроком и тренером «Торпедо», которому было разрешено открыто курить[6]. Коноваленко бросил курить, когда стал тренировать молодежь, чтобы не подавать дурной пример.
- Долгое время играл без маски, надел её только после введения новых правил, когда без маски стало нельзя играть. Одна из вратарских масок Коноваленко напоминала медвежью голову. Коноваленко рассказывал, что она представляет собой подарок его кумира, канадского вратаря Сета Мартина[3].
- В 1970 году Коноваленко в игре со шведами на ЧМ-1970, в столкновении с форвардом, получил очень серьёзную травму — перелом переносицы. В ворота встал Третьяк, однако в результате матч был проигран. Коноваленко по ходу матча увезли в бессознательном состоянии в больницу. Ему было наложено около 10 швов, но на следующую игру с финнами он уже вышел на лёд, несмотря на опасность открытия раны. Рана тем не менее открылась, однако Коноваленко — хотя вопрос о победителе был к середине игры решён — простоял в воротах до конца встречи[7][8][9][10][11].